# Apollon Korinfski
Apollon Apollonovitch Korinfski (russe : Аполлон Аполлонович Коринфский), né le 29 août 1868 à Simbirsk et mort le 12 janvier 1937 à Kalinine (URSS), est un poète, journaliste, écrivain, traducteur et mémorialiste russe.

## Biographie
Korinfski naît dans la famille d'un juge ayant accédé à la petite noblesse de fonction, à Simbirsk. Son nom sortant de l'ordinaire (qui signifie Apollon de Corinthe) est dû à son grand-père paternel, autodidacte et excentrique, ancien paysan mordve.
Il commence à être publié en 1886 (sous le pseudonyme de Boris Kolioupanov) en étant auteur de plusieurs poèmes et récits, puis s'installe en 1889 à Moscou (où il écrit pour La Russie et pour La Richesse russe), et en 1891 à Saint-Pétersbourg. Il écrit pour les revues Nache Vremia (Notre Temps) et Vsemirnaïa illioustratsia (L'Illustration universelle) et édite la revue hebdomadaire Le Nord qui ne dure que quelques mois en 1888.
En 1895-1904, il travaille comme rédacteur-en-chef adjoint au Messager du gouvernement sous son ami Constantin Sloutchevski, écrivant surtout des essais sur des thèmes historiques ou ethnographiques, rassemblés en 1901 dans la compilation Folklore de Russie. 
Korinfski est aussi traducteur d'écrivains comme Heinrich Heine, Samuel Coleridge, Adam Mickiewicz et Taras Chevtchenko, ou Yanka Koupala, avec lequel il avait tissé des liens d'amitié. Comme poète, Korinfski a comme thème de prédilection la vie de la paysannerie russe et les traditions populaires, se considérant comme l'héritier du comte A.K. Tolstoï. Ses livres de poésie, Les Chants du cœur (1894), Les Roses noires (1896), Au petit crépuscule (1896, recueil de vers pour enfants), Dans les rayons du rêve (1905), etc., sont à son époque largement diffusés et réédités plusieurs fois. Bounine, qui avait été ami avec Korinfski autrefois, évoque plus tard avec ironie le poète: « Une vie dans un style quelque peu faux russe ancien… dans son pauvre petit appartement toujours chaud et humide, une lampe d'icône brûlant en permanence, c'était bien en quelque sorte car cela correspondait à son iconographie. »
Korinfski accueille avec bienveillance la Révolution de Février, mais est horrifié de la Révolution d'Octobre et du coup d'État bolchévique. Il n'émigre pas, mais cesse d'écrire, gagnant son pain comme bibliothécaire d'école. Il est arrêté en 1928 sur l'accusation d'appartenir à un cercle littéraire propageant l'« agitation antisoviétique ». Il est condamné à l'expulsion de Léningrad en 1929 
et relégué à Kalinine (Tver), où il trouve un emploi de correcteur. Il y meurt en 1937. 
Sa dernière publication concerne des Mémoires sur Lénine dont il avait été condisciple à l'école pendant sept ans à Simbirsk. Il est révélé que le futur chef de la Russie bolchévique rendait souvent visite dans sa jeunesse à la famille de son camarade de classe, car la bibliothèque des Korinfski était très fournie et elle était à sa disposition. Le poète ne s'est rendu compte que bien plus tard en 1917 que chef de la Révolution et son ancien camarade de classe ne faisaient qu'un.